# Пфалц E.II
Пфалц E.II је ловачки авион направљен у Немачкој. Авион је први пут полетео 1915. године. 

Највећа брзина у хоризонталном лету је износила 150 km/h. Размах крила је био 10,20 метара а дужина 6,45 метара. Маса празног авиона је износила 410 килограма, а нормална полетна маса 620 kg. Био је наоружан са једним митраљезом ЛМГ 08/15 Шпандау (LMG 08/15 Spandau) калибра 7,92 mm.

## Наоружање
| Наоружање авиона: Пфалц        |      |
| Ватрено (стрељачко) наоружање  |      |
| Топ                            |      |
| Митраљез                       |      |
| Број и ознака митраљеза        | 1    |
| Калибар                        | 7,92 |
| Бомбардерско наоружање (бомбе) |      |
| Ракетно наоружање (ракете)     |      |